# Front Islamique du Salut
Het Front Islamique du Salut (FIS) of Islamitisch Reddingsfront (Arabisch: الجبهة الإسلامية للإنقاذ, al-Jabhah al-Islāmiyah lil-Inqādh) is een verboden fundamentalistische, islamistische politieke partij en maatschappelijke beweging uit Algerije.
Het FIS werd op 18 februari 1989 opgericht door sjeich Abassai Madani en de Ali Belhadj toen in Algerije een seculier bewind aan de macht was, geleid door het Front de Liberation Nationale (FLN). Deze partij had in 1954 de opstand tegen Frankrijk geleid en was sindsdien aan de macht. Het FLN ging ervan uit dat er een scheiding hoort te bestaan tussen de religieus-eschatologische en ethisch-juridische aspecten van de samenleving. Ze had niet de gehoopte vooruitgang en welvaart gebracht, die zij in de jaren 1950 beloofd had. Deze twee zaken leidden, net als in enkele andere Arabische landen, tot een opleving van islamitische partijen, zoals het FIS.
Het FIS is niet alleen een politieke partij maar is ook een brede maatschappelijke beweging. Zij verschilt daarin niet veel van andere bewegingen zoals de Egyptische Moslimbroederschap.
In haar politiek actieve periode zocht het FIS banden aan te halen met de (toen nog) Europese Gemeenschap en probeerde westerse investeerders binnen te halen.

## Gemeenteraadsverkiezingen van 1989
Bij de eerste vrije gemeenteraadsverkiezingen in 1989 behaalde het FIS een grote overwinning. Het merendeel van de bevolking voelde zich vertegenwoordigd door het FIS.

## Parlementsverkiezingen van 1991
Na ernstige ongeregeldheden in 1991 werden de FIS-leiders gevangengezet. Niettemin behaalde het FIS bij de eerste ronde van de parlementsverkiezingen in december 1991 opnieuw een overwinning. Dit werd negatief ontvangen in Algerije. Voor de tweede ronde plaatsvond, greep het leger in januari 1992 echter in, waarna het FIS verboden werd en president Bendjedid, die hervormingen had toegezegd, afgezet werd. Zijn plaatsvervanger werd Liamine Zéroual.
De Franse regering gaf haar steun aan het nieuwe bewind van Zeroual en in veel westerse media ging gejuich op omdat Algerije van het 'islamitische gevaar' gered was. Veel westerse media vonden dat ondanks de ondemocratische actie van het leger, Algerije er beter aan toe was zonder het FIS. De islamitische wereld reageerde verontwaardigd.

## Groupe Islamique Armee (GIA)
Een radicale afsplitsing van het FIS, de GIA (Gewapende Islamitische Groep, Groupe Islamique Armé) voert sindsdien gewelddadig verzet tegen de militaire machthebbers. De gewelddadigheden strekten zich echter ook uit naar de burgerbevolking. In eerste instantie werden vooral intellectuelen, kunstenaars en vrouwen slachtoffer van de terreurdaden. In 1997 en 1998 vonden er bijna dagelijks bloedige aanslagen plaats, vooral in de dorpen ten zuiden van Algiers, de zogenaamde `Driehoek des Doods’. Bij sommige van die massaslachtingen kwamen honderden mensen om het leven. Veelal werd het GIA als de schuldige genoemd, maar ook regeringstroepen zouden zich te buiten gaan aan geweld of in ieder geval de burgerbevolking onvoldoende bescherming bieden.
In 1997 werd onder andere Abassai Madani vrijgelaten en kondigde de AIS, de militaire tak van het FIS, eenzijdig een bestand af. Dit leidde tot militaire confrontaties tussen AIS en GIA. Ondertussen probeerden internationale organisaties, zoals de VN en het Europees Parlement, onderzoeken naar het geweld in te stellen, hetgeen de Algerijnse regering nadrukkelijk afwees als een inmenging in interne aangelegenheden.